# Southern Reunion
Southern Reunion is het tweede solomuziekalbum van de Britse bassist Mo Foster. Het album verscheen in 1991 op het, inmiddels ter ziele gegane, platenlabel MMC van Pete Van Hooke. Later verscheen het in diverse uitvoeringen bij Angel Air.

## Musici
- Mo Foster - basgitaar, toetsen
- Gary Husband - slagwerk, toetsen
- Gary Moore – elektrische gitaar
- Ray Warleigh - dwarsfluit, altdwarsfluit, piccolo
- Iain Ballamy - sopraansaxofoon
- Stan Sulzman - sopraansaxofoon
- Ray Russell - gitaar
- Frank Ricotti - vibrafoon, percussie
- Stuart Brookes - trompet
- Greg Knowles - percussie
- Geoff Castle - toetsen
- Julian Littman – mandoline
- Snail's Pace Slim - slidegitaar
- Karen Bates - zang

## Composities
| track | compositie                  | componist(-en)  | tijd  | musici                                               |
| ----- | --------------------------- | --------------- | ----- | ---------------------------------------------------- |
| 1     | Gil                         | Mo Foster       | 5:22  | Foster, Moore, Husband, Sulzman, Knowles             |
| 2     | Blue                        | Mo Foster       | 5:25  | Foster, Ballamy, Ricotti                             |
| 3     | Achill Island               | Mo Foster       | 6:48  | Foster, Husband, Warleigh, Russell, Littman, Knowles |
| 4     | Waves                       | Mo Foster       | 5:17  | Foster, Brooks, Ricotti                              |
| 5     | Tricotism                   | Oscar Pettiford | 4:06  | Foster, Gusband, Warleigh, Castle                    |
| 6     | A Notional Anthem           | Mo Foster       | 5:28  | Foster, Moore, Bates, Russell, Castel, Brooks        |
| 7     | Southern Reunion            | Mo Foster       | 4:29  | Foster, Sulzman, Russell, Ricotti, Littman, Knowles  |
| 8     | Grand Unified Boogie        | Mo Foster       | 3:57  | Foster, Husband, Warleigh, Slim, Knowles             |
| 9     | Fractal landscape           | Mo Foster       | 4:24  | Foster                                               |
| 10    | Shin-kan-sen                | Mo Foster       | 6 :09 | Foster, Husband, Brooks, Ricotti, Knowles            |
| 11    | The man from the Everglades | Mo Foster       | 4:05  | Bonus op Angel Air                                   |

Het album is opgenomen in:
- Last Chance Recordings, Londen, Engeland
- The Woodcray Manor Studios, Bedfordshire, Engeland (van Rod Argent)